# شاه وردي كندي
شاه‌ وردي كندي هي قرية في مقاطعة مراغة، إيران. عدد سكان هذه القرية هو 171 في سنة 2006.